# Uncol diazii
Uncol diazii är en svampart som beskrevs av Buriticá & P.A. Rodr. 2000. Uncol diazii ingår i släktet Uncol och familjen Uncolaceae.   Inga underarter finns listade i Catalogue of Life.